# Classe média

Participação global da riqueza por grupo de riqueza, Credit Suisse, 2021

Classe média é uma classe social presente no capitalismo moderno que se convencionou a tratar como possuidora de um poder aquisitivo e de um padrão de vida e de consumo razoáveis, de forma a não apenas suprir suas necessidades de sobrevivência como também a permitir-se formas variadas de lazer e cultura, embora sem chegar aos padrões de consumo eventualmente considerados exagerados das classes superiores. A classe média surgiu como uma consequência da consolidação do capitalismo e não antes dele devido aos fatores de segmentação social em camadas, resultantes do desenvolvimento econômico; é um fenômeno típico da industrialização.

## História e evolução do termo
O termo classe média tem uma história longa e já teve muitos, às vezes até mesmo contraditórios, significados. Uma vez já foi definido como uma exceção como uma classe intermediária entre a nobreza e os camponeses no continente Europa. Enquanto a nobreza era detentora das terras, os camponeses trabalhavam nestas terras, e uma nova burguesia surgia, os chamados "nova burguesia" (literalmente os "andarilhos-da-cidade") exercendo funções mercantis no meio urbano. Isso teve como resultado que a classe média era geralmente a mais rica no estrato da sociedade (onde hoje o termo classe média se deriva para definir aqueles que têm apenas quantia moderada de riquezas).
As primeiras referências à expressão classe média surgem no final do século XVIII, quando Thomas Gisborne refere-se à existência de uma middle class, estamento social localizado entre a classe dos senhores da terra (mais ricos) e a dos trabalhadores agrícolas e urbanos (mais pobres). Nessa classe, eram incluídos os profissionais liberais ligados a trabalhos não manuais bem como os alfabetizados, detentores de algum diploma.

## Uso atual do termo
No capitalismo industrial antigo, a classe média era definida primariamente como os colarinhos brancos que trabalhavam por quantias financeiras, mas que o faziam em condições que eram confortáveis e seguras comparadas com as condições dos colarinhos azuis da "classe trabalhadora". A expansão do termo "classe média" nos Estados Unidos apareceu como tendo sempre predicado em 1970 com o declínio das companhias sindicais e com a entrada das mulheres no mercado de trabalho. Um grande número de empregos "colarinho rosa" surgiu, onde as pessoas poderiam evitar as condições perigosas oferecidas pelos empregos e serviços de "colarinho azul" e então clamar ser da classe média, mesmo que o emprego gerasse muito menos economias que o de um trabalhador colarinho azul oficializado.
O tamanho da classe média depende de como se defina o termo, onde a educação, ambiente, riqueza, relações genéticas, rede de amigos, maneiras, valores sociais, etc São todos relatados como longe de ser determinados independentemente. Os seguintes fatores são definidos como inscritos no termo moderno de classe média:
- alcance de educação terciária (grau superior/ nível acadêmico);
- ter qualificações profissionais, incluindo acadêmicas: advogados, engenheiros, professores, professores universitários, médicos, economistas, independente de quanto ganha ou qual sua forma de lazer;
- crença em valores liberais (o que nem sempre é adequado dependendo da região), tal como leitura de meios de comunicação padrão;
- empregos com estabilidade social e financeira;
- identificação cultural: são os maiores participantes na cultura popular. Isto inclui a adaptação de imigrantes e estrangeiros em determinada região aos costumes populares em troca de sua tradição nacional de onde surgiu.

## O marxismo e a classe média
O marxismo não identifica necessariamente os grupos descritos acima como sendo a "classe média". Define a cultura social não de acordo com o prestígio econômico ou social de seus membros, mas de acordo com sua relação com os meios de produção: um nobre possui terras; um capitalista possui o capital; o trabalhador tem a habilidade de trabalhar e necessita procurar emprego para vender sua força de trabalho e continuar subsistindo. Ainda assim, entre os dominantes e os dominados há um grupo, a pequena burguesia, geralmente chamada de classe média, constituída por indivíduos que cuidavam de suas próprias produções e tinham pequenas propriedades (por exemplo, os pequenos camponeses, comerciantes, artesãos). Historicamente, durante o período feudal, a burguesia era a classe média. De acordo com o marxismo indica, a burguesia é a classe dominante, numa sociedade capitalista.
A composição exata da classe média sob o capitalismo é objeto de amplo debate entre os marxistas. Alguns a descrevem como uma classe "coordenadora", que implementa o capitalismo em favor dos capitalistas, e é composta por pequenos burgueses, profissionais e gerentes. Outros discordam, usando livremente o termo 'classe média' para referir-se aos trabalhadores  de colarinho branco emergentes, embora, em termos marxistas eles sejam parte do proletariado -  a classe trabalhadora.
Outros ainda alegam que existe uma classe, que compreende os intelectuais, tecnocratas e gerentes, que busca o poder por seus próprios méritos. Alegam que essas classes médias tecnocráticas se apossaram do poder e do governo em benefício próprio, nas sociedades do tipo soviético.

## Classe média no Brasil
A classe média era praticamente inexistente, durante todo o período colonial. Durante quase quatrocentos anos, a sociedade brasileira:

Foi então uma sociedade quase sem outras formas ou expressões
de status de homem ou família senão as extremas: senhor e escravo.
O desenvolvimento de “Classes médias” ou intermediárias de
“pequena-burguesia” de “pequena” e de “média indústria”, de
“pequena e média agricultura” é tão recente, entre nós, sob formas
notáveis, sequer, consideráveis, que durante todo aquele período que
vai do século XVI ao XIX, seu estudo pode ser quase desprezado; e
quase ignorada sua presença na História Social da Família Brasileira
— Gilberto Freyre — Sobrados e Mocambos — volume I — pág. 52
A classe média — bem como a classe trabalhadora — teve um começo incipiente na Primeira Guerra Mundial, mas só se firmou na década de 1930 com Getúlio Vargas. A industrialização do Brasil promovida por Vargas foi responsável pelo surgimento dessas duas novas classes e pela configuração da sociedade brasileira da forma como ela é reconhecida hoje.

### A "nova classe média"
A nova classe média brasileira representa mais de 50% da população. O crescimento desse segmento, com renda familiar per capita mensal entre R$ 291,00 e R$ 1.019,00 (dados de 2012), deve-se principalmente ao aumento na renda dos mais pobres. Ao final da década de 2000, a pobreza extrema declinou de forma acentuada no país, diminuindo um pouco a desigualdade social e melhorando a distribuição de renda.
A tal nova classe média seria uma espécie de classe trabalhadora que ascendeu economicamente em algumas regiões mais desenvolvidas do país. A nova classe media existente no país passou a existir juntamente com as medidas neoliberais aplicadas no Brasil. Neste sentido de classe media, devemos enxergar tal classe como sendo média ou baixa não com índices econômicos ou educacionais, mas sim onde tais classes se inserem no modo de produção. A classe alta e dominante seriam aqueles que detém os modos de produção, a classe media seriam aqueles membros da sociedade, que apesar de não deterem meios de produção, detém os seus meios de subsistência, que se inserem assim em um patamar intermediário social. A classe C seriam os proletários ou colarinhos azuis, que dependem muitas vezes de empregos para sua subsistência, e são mais afetados por uma noção de mobilidade social especialmente condicionada e caracterizada, por um aumento maior de consumo.